# Jenny (skonnert)
 For alternative betydninger, se Jenny (flertydig). (Se også artikler, som begynder med Jenny)
Jenny var angiveligt en engelsk skonnert, som spillede hovedrollen i en uefterprøvet skipperhistorie. Historien fortæller, at Jenny blev frosset fast i en isbarriere ved Drakestrædet mellem Sydamerika og Antarktis i 1823 og først blev fundet i 1840 af et hvalfangerskib, hvor ligene ombord fortsat var velbevaret af den antarktiske kulde. Den oprindelige beretning blev anset for at være "u-underbygget".
Den tidligste kendte kilde til historien ser ud til at være en anonym artikel i en 1862-udgave af Globus, et populært tysk geografisk magasin.

## Beretning
Overleveringen beskriver, hvordan skibet angiveligt forlod sin hjemhavn på Isle of Wight i 1822. Skibet blev opdaget fastfrosset i isen i Drakestrædet af en kaptajn Brighton fra hvalfangerskibet Hope i september 1840. Skibets log var ført indtil den 17. januar 1823. Den sidste anløbshavn havde været Callao nær Lima i Peru. Brighton tog logbogen med sig for at returnere den til rederne.

## Indflydelse
Jenny har givet navn til Jenny Buttress, en klippe på King George Island nær Melville Peak, navngivet af UK Antarctic Place-Names Committee i 1960.
Den australske digter Rosemary Dobson skrev om historien i digtet "The Ship of Ice", som hun offentliggjorde i sin bog The Ship of Ice with other poems i 1948, der vandt Sydney Morning Herald-prisen for poesi det år.  Dobsons digt placerer opdagelsen af Jenny i 1860 og tilføjer 20 år til fangenskabsperioden. Digtet taler om hende som et "skib fanget i en flaske / . . . . / Frosset i Tiden og forseglet med en prop af is". Ifølge Dobson var hendes kilde den anonyme rapport The Drift of the Jenny, 1823–1840.
En forklaring på historien gives i novellen "The Drift of the Jenny" offentliggjort i Stew and Sinkers - tredive prisvindende historier fra Stringybark Short Fiction Awards.

## Yderligere læsning
- Peter D. Jeans (2004). Seafaring Lore and Legend: A Maritime Miscellany. McGraw-Hill Professional. ISBN 9780071435437.
- John Stewart (1990). Antarctica: An Encyclopedia. McFarland. ISBN 9780899505978.
- Dobson, Rosemary, (1948) The Ship of Ice: with other poems Angus & Robertson, Sydney.